# 3902 Yoritomo
3902 Yoritomo (1986 AL) là một tiểu hành tinh nằm phía ngoài của vành đai chính được phát hiện ngày 14 tháng 1 năm 1986 bởi Takeshi Urata và Shigeru Inoda ở Karasuyama.